# Gemaga
Gemaga (ゲーマガ) est un magazine de jeux vidéo japonais fondé en 1984 et publié par SB Creative.

## Historique
Le magazine est lancé par SoftBank en 1984 comme publication mensuelle sous le nom de Beep! (メガドライブ), Beep couvre les jeux vidéo pour les ordinateurs de salon, les bornes d'arcade et les consoles de jeux vidéo. L'éditeur oriente le magazine vers Sega et publie son nouveau mensuel sous le nom de Beep! MegaDrive (ビープ！メガドライブ), le premier numéro est publié le 27 avril 1989 comme supplément du magazine original Beep!. Beep! MegaDrive totalise 64 numéros et est remplacé fin 1994 par Sega Saturn Magazine (セガサターンマガジン), qui totalisera 116 numéros jusq'au 23 octobre 1998. Le magazine évolue avec la sortie de la Dreamcast le 27 novembre 1998 au Japon, intitulé simplement sous le nom de Dreamcast Magazine (ドリームキャストマガジン), le premier numéro est publié le 6 novembre 1998 et le dernier le 27 avril 2001, totalisant 114 numéros,.
Après l'arrêt de la production de la Dreamcast par Sega, le magazine devient une publication multiplateforme. Le magazine change à nouveau de nom en 2006 pour Gemaga. L'éditeur annonce en janvier 2012 l'arrêt du magazine. Gemaga publie son dernier numéro en mai 2012, le magazine inclut un dossier de 32 pages comprenant divers articles depuis le premier magazine Beep! paru en 1984 jusqu'en 2012 avec Gemaga.

## Logos
|                                                           |
| Logo du magazine Beep! MegaDrive paru entre 1989 et 1994. |

|                                                                |
| Logo du magazine Sega Saturn Magazine paru entre 1994 et 1998. |

|                                                              |
| Logo du magazine Dreamcast Magazine paru entre 1998 et 2001. |